# Уиггинс, Карлтон
Карлтон Уиггинс (англ. John Carleton Wiggins; 1848—1932) — американский художник-анималист и пейзажист, академик.

## Биография

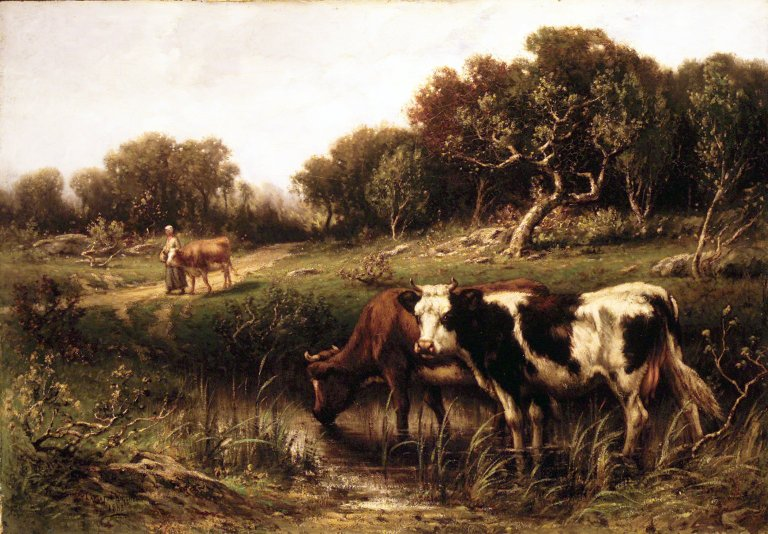
Cattle in a Pool (1883)

Родился 4 марта 1848 года в округе Ориндж, штат Нью-Йорк. Обучался в Нью-Йорке в Национальной академии дизайна у Джорджа Иннесса и в Париже, куда уехал после женитьбы вместе со своей женой. На Парижском салоне 1894 года он получил золотую медаль.
По возвращении из Европы поселился в Нью-Йорке. Вместе со своим сыном Гаем Уиггинсом работал в художественной колонии Олд-Лайм.
В 1906 году Уиггинс был избран членом Национальной академии дизайна.
Умер 11 июня 1932 года в городе Олд-Лайм.
Работы Карлтона Уиггинса находятся во многих музеях США, включая Чикагский институт искусств, Метрополитен-музей, Бруклинский музей, Галерею Коркоран.